# Retorno, Recuperación, Rehabilitación (3R)
Retorno, Recuperación, Rehabilitación (3R, francés: Retour, Réclamation et Réhabilitation) es un grupo rebelde en la parte noroeste de la República Centroafricana.

## Historia
3R se formó en diciembre de 2015 para proteger a los pastores fulani de los ataques de las milicias antibalaka. El 27 de septiembre de 2016, capturaron la ciudad de De Gaulle (ahora Koui) y mataron al menos a 17 civiles. El 2 de mayo capturaron a Niem en la subprefectura de Koui. El 23 de septiembre de 2017, capturaron Bocaranga de Anti-balaka, para posteriormente entregárselo a las Fuerzas Armadas Centroafricanas el 7 de enero de 2019. El 21 de mayo de 2019, los combatientes de la 3R mataron a 46 civiles desarmados en la prefectura de Ouham-Pendé. El 13 de julio, un pacificador de la ONU murió y otros dos resultaron heridos en una emboscada organizada por la milicia 3R.
El 1 de mayo de 2020, 3R tomó el control de Baboua, y se retiró cuatro días después. El 13 de mayo, 3R desarmó a la gendarmería local y se apoderó de Besson y Koundé. El 27 de mayo, 3R tomó el control de Koundjili en Ouham-Pende. La población local huyó a los bosques  cercanos. El 6 de junio, 3R se retiró del acuerdo de paz centroafricano.  El 30 de junio, paracaidistas de MINUSCA de Bangladés atacaron la 3R en Koui. El 22 de julio, las fuerzas de MINUSCA recuperaron Niem de manos de las fuerzas 3R, seguidas de Besson (28 de julio) y Koui (17 de agosto). El 19 de agosto trasladaron su sede a Abba. El 17 de septiembre, capturaron cuatro aldeas en la subprefectura de Bimbo, cerca de Paoua. El 27 de septiembre tomaron el control de Boguila, seguido de Nana-Bakassa el 7 de octubre.
El 19 de julio de 2020, atacaron la aldea de Ngbama cerca de Bocaranga, secuestraron a 40 personas y robaron 50 millones de francos CFA. El 7 de septiembre, 3R secuestró a dos policías en el pueblo de Bang, cerca de la frontera con Camerún.El 27 de septiembre secuestraron a otro agente de la ley. El 5 de diciembre, el 3R liberó a tres de los rehenes luego de negociaciones con MINUSCA. El 28 de septiembre de 2020, 3R colocó minas terrestres en un puente en Moumdji cerca de Bocaranga e instaló un puesto de control exigiendo el pago por cruzar el río. Las fuerzas de paz ruandesas los retiraron el 2 de octubre.
3R prohibió el registro de votantes para las elecciones generales de África Central de 2020 en Koui y Ngaoundaye. El 17 de diciembre de 2020, 3R se unió a la Coalición de Patriotas por el Cambio.
El 7 de agosto de 2020, Sidiki Abass, líder de 3R, fue sancionado por el gobierno de los Estados Unidos en virtud de la Orden Ejecutiva 13667 y fue incluido en la Lista de personas bloqueadas y nacionales especialmente designados. El 2 de abril de 2021, un comunicado del 3R reveló que Abbas había muerto el 25 de marzo a causa de las heridas que sufrió durante un ataque en la ciudad de Bossembélé en noviembre de 2020.